# Шилиха (Ветлужский район)
Шилиха — деревня в Ветлужском районе Нижегородской области. Входит в состав Мошкинского сельсовета.
Деревня располагается на правом берегу реки Ветлуги.

## Палеонтология
В районе деревни найдены окаменелости темноспондильных амфибий, обитавших в раннем триасовом периоде. Ископаемые остатки Tupilakosaurus, бентозуха (Benthosuchus) и Thoosuchus обнаружены в шилихинской свите верхней части рыбинского горизонта нижнеоленёкского подъяруса.

## Население
По данным на 1999 год, численность населения составляла 14 чел.